# Cliousclat
 Cliousclat  es una población y comuna francesa, en la región de Ródano-Alpes, departamento de Drôme, en el distrito de Valence y cantón de Loriol-sur-Drôme.

## Demografía
| 340 | 344 | 356 | 413 | 558 | 641 |
| Para los censos de 1962 a 1999 la población legal corresponde a la población sin duplicidades (Fuente: INSEE [Consultar]) |     |     |     |     |     |